# Schwarzholz bei Danndorf
Schwarzholz bei Danndorf ist ein Gemeindeteil des Marktes Mainleus im oberfränkischen Landkreis Kulmbach. Schwarzholz liegt in der Gemarkung Danndorf.

## Geografische Lage
Die Einöde liegt etwa 4 Kilometer nordwestlich von Mainleus südwestlich des an der Kreisstraße KU 6 gelegenen Dorfes Danndorf. Der etwa 500 Meter westlich gelegene Weiler Eben ist ein Gemeindeteil von Burgkunstadt. Die nächste größere Stadt ist das etwa 7 Kilometer östlich liegende Kulmbach.

## Geschichte
Erstmals erwähnt wurde Schwarzholz bei Danndorf 1807 im Leitfaden beym Vortrage der Topographie des Fürstentums Bayreuth als ein Ort des Distrikts des Culmbacher Kammer- und Justizamtes, allerdings wurde es im Jahr 1810 als ein Ort des Landgerichts Weismain im Erzbistum Bamberg und ein weiteres Mal 1820 im „Addresse- und Hand-Buch für den Ober-Main-Kreis /2“ als Teil des Patrimonial-Gerichts Danndorf erwähnt. Mit dem Gemeindeedikt von 1818 gehörte Schwarzholz zur Ruralgemeinde Danndorf und ab 1862 zum Landgericht Kulmbach, wo es bis 1978 Teil der Gemeinde Danndorf blieb und mit der Gebietsreform in Bayern ein Gemeindeteil des Marktes Mainleus wurde.

## Verkehr
Etwa 20 Meter nördlich der Einöde liegt eine Gemeindeverbindungsstraße an die Kreisstraße KU 6.